# Hyacinthe-Benjamin Gerbidon
Hyacinthe-Benjamin Gerbidon, né le 7 mai 1786 à Dunkerque et mort le 27 mai 1854 à Paris, est un haut fonctionnaire de la Marine et administrateur colonial français.

## Biographie
Agent supérieur du Commissariat de la Marine, Gerbidon accomplit l’essentiel de sa carrière au sein de l'administration centrale du Ministère de la Marine.
Entré en service dans la Marine en qualité de commis extraordinaire en mai 1804, il embarque en qualité de novice d’octobre 1805 à janvier 1807. Nommé commis entretenu de 2e classe de la Marine en janvier 1808, il passe commis principal en septembre 1811. Promu sous-commissaire de la Marine le 18 juin 1817, il est successivement en poste à Toulon puis à Brest. Fait sous-contrôleur de la Marine le 14 octobre 1823, il est nommé chef de bureau au Ministère de la Marine le 1er septembre 1824. Il y officie à la tête du 2e bureau d’administration de la direction des colonies en 1827.
Promu commissaire de la Marine de 2e classe le 16 février 1827, Gerbidon est envoyé au Sénégal, où il occupe les fonctions de gouverneur par intérim du Sénégal du 19 mai 1827 au 7 janvier 1828. Il assure ainsi pendant quelques mois la suppléance entre le  départ pour la métropole du baron Jacques François Roger et l'arrivée du titulaire suivant Jean Jubelin. 
Cette brève expérience de l’outre-Mer consolide son expertise des questions coloniales. A son retour en métropole, il est nommé sous-directeur des colonies au Ministère de la Marine à compter du 1er mars 1828. Promu au rang de chef de division le 1er janvier 1830, Hyacinthe Benjamin Gerbidon demeure le titulaire immuable du poste de sous-directeur des colonies pendant dix-huit ans. Dans cet emploi, il est promu au grade de commissaire de la Marine de 1re classe le 9 août 1831, puis à celui de commissaire général de la Marine de 2e classe le 5 octobre 1843. Il conclut sa carrière en qualité de directeur des services administratifs du Ministère de la Marine, responsabilité qu'il exerce du 1er août 1846 au 23 mai 1848.
Le commissaire de la Marine Gerbidon a été nommé successivement chevalier dans l’ordre de Saint-Louis en 1829, chevalier de la Légion d'honneur en 1831 et officier du même ordre en 1838.